# Enyalioides binzayedi
Enyalioides binzayedi — вид ігуаноподібних ящірок родини шипохвостих ігуан (Hoplocercidae). Ендемік Перу. Описаний у 2013 році. Вид названий на честь Мухаммада бін Заїда Аль Нагаяна, еміра Абу-Дабі, який був спонсором експедиції, в ході якої був зібраний голотип.

## Поширення і екологія
Enyalioides binzayedi відомі з типової місцевості, розташованої у Національному парку Кордильєра-Азул, на висоті 1100 м над рівнем моря. Вони живуть у вологих тропічних лісах в передгір'ях Анд.